# Comité Olímpico de Portugal
Das Comité Olímpico de Portugal (COP) ist das Nationale Olympische Komitee in Portugal.

## Geschichte
Seit 1906 war das Internationale Olympische Komitee (IOC) mit D. António de Lencastre in Portugal vertreten, doch erst am 26. Oktober 1909 wurde das COP gegründet, und noch im gleichen Jahr vom IOC anerkannt. Portugal war damit das 13. Land, das der olympischen Idee mit einem NOK beitrat.
Erster Präsident wurde Jaime Mauperrin Santos. Er war zuvor bereits Vorsitzender der Sociedade Promotora de Educação Física Nacional (dt. etwa: Nationale Gesellschaft zur Förderung der Leibeserziehung), aus der das COP entstanden war.
Das COP organisierte die offizielle Teilnahme Portugals an den nächsten Olympischen Spielen, den Olympischen Sommerspielen 1912 in Stockholm. Die anschließenden Vorbereitungen zu den Olympischen Spielen 1916 in Berlin wurden in Folge des Ausbruchs des Ersten Weltkrieges abgebrochen.
Mit Gesetz vom 14. August 1919 erkannte die Regierung der jungen Republik Portugal (seit 1910) das COP an und gewährte ihm staatliche Zuschüsse.
Seit Gründung organisierte das COP die Teilnahme Portugals an allen Olympischen Spielen.
2004 gehörte das COP zu den Gründungsmitgliedern der ACOLOP, der Vereinigung der Portugiesischsprachigen Olympischen Komitees. Seither nahmen portugiesischen Athleten an allen Jogos da Lusofonia teil, den von der ACOLOP veranstalteten Spielen der Gemeinschaft der Portugiesischsprachigen Länder. Bei allen Spielen gelangen den Sportlern des COP Medaillengewinne.

## Mitglieder
Im Olympischen Komitee Portugals sind 64 Sportverbände Mitglied, davon 34 olympische und 34 nicht-olympische Sportarten (z. B. der Schachverband oder der portugiesische Sporttanzverband). Daneben sind eine Vielzahl andere Organisationen Mitglieder des COP, etwa die Inatel, die Special Olympics Portugal, oder die Gesellschaft für Sportmedizin (Sociedade Portuguesa de Medicina Desportiva), u. v. m.

### Olympische Sportarten
| - Federação de Andebol de Portugal (Handballverband) - Federação Portuguesa de Atletismo (Leichtathletikverband) - Federação Portuguesa de Badminton (Badmintonverband) - Federação Portuguesa de Basebol e Softbol (Baseball und Softball) - Federação Portuguesa de Basquetebol (Basketballverband) - Federação de Campismo e Montanhismo de Portugal (Wander-, Camping- und Bergsteigverband) - Federação Portuguesa de Canoagem (Kanusportverband) - Federação Portuguesa de Ciclismo (Radsportverband) - Federação de Desportos de Inverno de Portugal (Wintersportverband) - Federação Equestre Portuguesa (Reitsportverband) - Federação Portuguesa de Escalada de Competição (Wettkampfkletterverband) - Federação Portuguesa de Esgrima (Fechtverband) - Federação Portuguesa de Futebol (Fußballverband) - Federação de Ginástica de Portugal (Gymnastikverband) - Federação Portuguesa de Golfe (Golfsportverband) - Federação Portuguesa de Hóquei (Hockeyverband) - Federação Portuguesa de Judo (Judoverband) | - Federação Portuguesa de Lutas Amadoras (Ringerverband) - Federação Portuguesa de Natação (Schwimmverband) - Federação de Patinagem de Portugal (Rollschuh- und Skateboardverband) - Federação Portuguesa do Pentatlo Moderno (Moderner-Fünfkampf-Verband) - Federação Portuguesa de Remo (Ruderverband) - Federação Portuguesa de Rugby (Rugbyverband) - Federação Nacional de Squash (Squashverband) - Federação Portuguesa de Surf (Surfverband) - Federação Portuguesa de Taekwondo (Taekwondoverband) - Federação Portuguesa de Tiro (Sportschießen) - Federação Portuguesa de Tiro com Arco (Bogenschützenverband) - Federação Portuguesa de Tiro com Armas de Caça (Jagdschützenverband) - Federação Portuguesa de Ténis (Tennisverband) - Federação Portuguesa de Ténis de Mesa (Tischtennisverband) - Federação de Triatlo de Portugal (Triathlonverband) - Federação Portuguesa de Vela (Segelverband) - Federação Portuguesa de Voleibol (Volleyballverband) |

### Nicht-olympische Sportarten
| - Federação Portuguesa de Actividades Subaquáticas (Unterwassersportverband) - Federação Portuguesa de Aeromodelismo (Modellflugverband) - Federação Portuguesa de Aeronáutica (Luftfahrtverband) - Federação Portuguesa de Aikido (Aikidō-Verband) - Federação Arqueiros/Besteiros de Portugal (Traditions-Bogenschießen- und Armbrustverband) - Federação Portuguesa de Artes Marciais Chinesas (Verband chinesischer Kampfsportarten) - Federação Portuguesa de Automobilismo e Karting (Automobilsport- und Karting-Verband) - Federação Portuguesa de Bilhar (Billardverband) - Federação Portuguesa de Boxe (Boxverband) - Federação Portuguesa de Bridge (Bridgeverband) - Federação Portuguesa de Columbofilia (Taubensportverband) - Federação Portuguesa de Corfebol (Korfballverband) - Federação Portuguesa de Damas (Damespielverband) - Federação Portuguesa de Dança Desportiva (Tanzsportverband) - Federação Académica do Desporto Universitário (Hochschulsportverband) - Federação Portuguesa de Desporto para Pessoas com Deficiência (Behindertensportverband) - Federação Portuguesa de Filatelia (Philatelieverband) | - Federação Portuguesa dos Jogos Tradicionais (Verband für traditionelle Spiele) - Federação de Ju-Jitsu e Disciplinas Associadas de Portugal (Jiu-Jitsu-Verband) - Federação Nacional de Karate (Karateverband) - Federação Portuguesa de Lohan Tao Kempo (Kempō-Verband) - Federação Portuguesa de Kickboxing e Muay Thai (Kickboxen & Muay Thai) - Federação Motociclismo Portugal (Motorradsportverband) - Federação Portuguesa de Motonáutica (Motorbootsportverband) - Federação Portuguesa de Orientação (Orientierungslaufverband) - Federação Portuguesa de Padel (Padel-Tennis-Verband) - Federação Portuguesa de Pankration Athlima (Pankrationsverband) - Federação Portuguesa de Paraquedismo (Fallschirmspringverband) - Federação Portuguesa de Pesca Desportiva (Angelsportverband) - Federação Portuguesa de Pesca Desportiva Alto Mar (Hochseeangelsportverband) - Federação Portuguesa de Petanca (Pétanqueverband) - Federação Portuguesa de Sumo (Sumoringerverband) - Federação Portuguesa de Voo Livre (Gleitflugverband) - Federação Portuguesa de Xadrez (Schachverband) |

## Präsidenten
- 1909–1912: Jaime Mauperrin Santos
- ausgesetzt, kommissarische Leitung: José Pontes
- 1919–1923: António Prestes Salgueiro
- 1924–1956: José Pontes
- 1957–1968: Francisco Nobre Guedes
- 1969–1972: Alexandre Correia Leal
- 1973–1976: Gaudêncio Costa
- 1977–1980: Daniel Sales Grade
- 1981–1989: Fernando Lima Bello
- 1990–1992: José Vicente Moura
- 1993–1996: Vasco Lynce
- 1997–2012: José Vicente Moura
- seit 2013: José Manuel Constantino